# فيليكس لوكلير
فيليكس لوكلير هو مغن مؤلف وموسيقي وعازف قيثارة وكاتب ومغني وشاعر كندي، ولد في 2 أغسطس 1914 في لاتاك في كندا، وتوفي في 8 أغسطس 1988 في Saint-Pierre-de-l'Île-d'Orléans ‏ في كندا.

## وصلات خارجية
- فيليكس لوكلير على موقع IMDb (الإنجليزية)
- فيليكس لوكلير على موقع ميوزك برينز (الإنجليزية)
- فيليكس لوكلير على موقع ديسكوغز (الإنجليزية)
- فيليكس لوكلير على موقع قاعدة بيانات الفيلم (الإنجليزية)